# 前970年代
| 千纪： | 前1千纪 |
| 世纪： | 前11世纪 \| 前10世纪 \| 前9世纪                                                                            |
| 年代： | 前1000年代 \| 前990年代 \| 前980年代 \| 前970年代 \| 前960年代 \| 前950年代 \| 前940年代                   |
| 年份： | 前979年 \| 前978年 \| 前977年 \| 前976年 \| 前975年 \| 前974年 \| 前973年 \| 前972年 \| 前971年 \| 前970年 |

## 重要事件及趋势
- 大体相当于周昭王、周穆王时期
- 前970年：大卫传位给所罗门

## 逝世
- 前973年：亚述拉比二世（中亚述时期的亚述国王（公元前1016年—公元前973年在位）亚述那西尔帕一世之子，继承亚述尼拉里四世之位。他在位43年，为亚述统治时间最长的君主之一。他统治时期曾派人赴地中海地区进行采石活动。他死后由其子亚述雷什伊希二世继承。）

## 重要人物
- 亚撒
- 大卫、所罗门
- 周昭王、周穆王